# جوردان ليفيت
جوردان ليفيت (بالإنجليزية: Jordan Leavitt؛ مواليد 2 يونيو 1995) هو مُقاتل فنون قتالية مختلطة أمريكي.

## وصلات خارجية
لا توجد روابط لمواقع التواصل الاجتماعي.

- جوردان ليفيت على موقع يو إف سي (الإنجليزية)
- جوردان ليفيت على موقع شيردوغ (الإنجليزية)
- جوردان ليفيت على موقع Tapology.com (الإنجليزية)